# مؤسسه (مجموعه تلویزیونی)
مؤسسه (انگلیسی: The Institute) یک مجموعه تلویزیونی آمریکایی در ژانر ترسناک فراطبیعی به نویسندگی بنجامین کاول و به کارگردانی جک بندر است و هر دو همچنین به‌عنوان تهیه‌کنندهٔ اجرایی در پروژه حضور دارند. این مجموعه بر پایهٔ رمان سال ۲۰۱۹ مؤسسه نوشتهٔ استیون کینگ ساخته شده است و بازیگرانی چون بن بارنز و مری-لوئیز پارکر در آن ایفای نقش کردند. داستان دربارهٔ نوجوانی است که در مکانی عجیب از خواب بیدار می‌شود؛ جایی که کودکان دارای توانایی‌های خاص هستند، اما او به زودی به رازهای تاریک این مؤسسه پی می‌برد. این مجموعه در ۱۳ ژوئیه ۲۰۲۵ از ام‌جی‌ام+ پخش شد و شامل هشت قسمت است.

## تولید
پس از انتشار رمان مؤسسه نوشتهٔ استیون کینگ، در سپتامبر ۲۰۱۹ اعلام شد که دیوید ای کلی قرار است این اثر را به صورت یک مینی‌سریال اقتباس کند، با کارگردانی جک بندر و تهیه‌کنندگی شرکت اسپای‌گلس. در سال ۲۰۲۴، تولید جدیدی برای این پروژه شکل گرفت که در آن جک بندر همچنان به‌عنوان کارگردان باقی ماند، اما این بار بنجامین کاول نویسندگی و تهیه‌کنندگی اجرایی را در ام‌جی‌ام+ استودیوز بر عهده گرفت. این مجموعه دارای هشت قسمت خواهد بود.
در ژوئن ۲۰۲۴، بن بارنز و مری-لوئیز پارکر به ترتیب در نقش‌های تیم جمیسون و خانم سیگس‌بی برای ایفای نقش انتخاب شدند. همچنین سایمون میلر و جیسون دیاز نیز به ترتیب در نقش‌های کالیشا و تونی به پروژه پیوستند. در اعلامیهٔ انتخاب بازیگران در سپتامبر ۲۰۲۴، حضور یازده بازیگر دیگر نیز تأیید شد: جو فریمن، فیون لرد، هانا گالووی، جولیان ریچینگز، رابرت جوی، ویگو هنولت، آرلن سو، بیروا پاندیا، دن برن، مارتین روچ و جین لوک.
فیلم‌برداری این مجموعه از اوت تا نوامبر ۲۰۲۴ در هالیفاکس، نوا اسکوشیا، کانادا انجام شد. نخستین تصاویر رسمی از پشت صحنه در دسامبر ۲۰۲۴ منتشر شدند.

## انتشار
نخستین قسمت این مجموعه در ۵ ژوئن ۲۰۲۵ در جشنوارهٔ جنوب از جنوب غربی به نمایش درآمد. پخش رسمی مجموعه نیز از ۱۳ ژوئیه ۲۰۲۵ از ام‌جی‌ام+ آغاز شد.

## بازخورد
در وبگاه جمع‌آوری نقد راتن تومیتوز، ۷۱٪ از ۲۱ بررسی منتقدان مثبت است. اجماع منتقدان این وبگاه چنین بیان شده است: «اقتباسی شیک و حساب‌شده از رمان مؤسسه نوشتهٔ استیون کینگ که شاید نتواند همهٔ مخاطبان را با خود همراه نگه دارد، اما همچنان به قدر کافی رازآلود است که ارزش تماشا داشته باشد.». این مجموعه در متاکریتیک که از میانگین وزنی استفاده می‌کند، بر اساس نظر ۱۵ منتقد، امتیاز ۵۱ از ۱۰۰ را کسب کرده که نشان‌دهندهٔ «نقدهای متوسط یا ترکیبی» است.